# (3688) Navajo
Pour les articles homonymes, voir Navajo.
(3688) Navajo est un astéroïde de la ceinture principale extérieure découvert le 30 mars 1981 par l'astronome Edward L. G. Bowell à Flagstaff.

## Historique
Sa désignation provisoire, lors de sa découverte le 30 mars 1981, était 1981 FD.